# Nino Contini
Nino Contini (Sardinië, 1 november 1943 – Cuba, 24 december 2017) was oprichter en eigenaar van Pizzeria Contini, en was bekend in Noord-Nederland als oprichter van de eerste pizzeria van Noord-Nederland, welke hij begon in 1971.

## Oprichting Pizzeria Contini
Contini begon met zijn eerste pizzeria aan de Peperstraat in Groningen, met een kleine vestiging die slechts vier tafels telde, deze groeide uit tot een locatie met vijf verdiepingen en plek voor meer dan duizend gasten. Na de verkoop in 1999, opende Contini in 2001 zijn restaurant aan de Verlengde Hereweg in Groningen, waar zij naast pizza ook andere Italiaanse gerechten gingen verkopen. De exploitatie van deze vestiging werd gedaan door zijn zoon, Rene Contini en familieleden.
In 1971, toen Contini zijn pizzeria in Groningen begon, waren er in Noord-Nederland geen andere pizzeria's. Contini verwierf hierdoor in de gehele regio bekendheid, als grondlegger van de Italiaanse keuken.

## Oprichting voetbalclubs Italian Boys en Club Italiano
Naast het oprichten van Pizzeria Contini, was Contini ook betrokken bij de oprichting van Italian Boys in 1985. Een jaar later richtte hij Club Italiano op, uit onvrede over de wijze waarop de club Italian Boys werd beheerd. Op hun hoogtepunt speelde Club Italiano in de Derde Klasse van de KNVB. Tevens was Contini gedurende deze hoogtijdagen de trainer van de vereniging.